# Love Live! SCHOOL IDOL MUSICAL the DRAMA
《Love Live! SCHOOL IDOL MUSICAL the DRAMA》（日语：ラブライブ！スクールアイドルミュージカル the DRAMA），為2024年11月21日至12月26日於每日放送（MBS）播放的日本電視劇，為《Love Live! SCHOOL IDOL MUSICAL》的電視劇版作品。

## 概要
本作為學園偶像企劃《Love Live!》系列首部電視劇化作品。
本作主演的10名演員大多有擔任偶像的經驗，另外部份演員亦為《SCHOOL IDOL MUSICAL》舞台劇中演出的演員。
之後官方亦公佈出演兩校理事長的演員。

## 故事
探尋比重要的約定更重要的事物……。
朝向夢想努力奮鬥的10名女子高中生的青春學園劇正式開幕！ 

## 登場人物
※人物下方若出現備註內容，為《SCHOOL IDOL MUSICAL》歷年公演中飾演同一角色的演員。

### 椿咲花女子高校
椿琉璃香（渡邊美穗飾）
皇柚葉（淺井七海飾）

備註：淺井七海亦為《SCHOOL IDOL MUSICAL》2022 - 2025年公演中皇柚葉的演員。
北條雪乃（杏茱莉亞飾）

備註：杏茱莉亞亦為《SCHOOL IDOL MUSICAL》2022 - 2025年公演中北條雪乃的演員。
天草光（山內瑞葵飾）

備註：山內瑞葵亦為《SCHOOL IDOL MUSICAL》2025年公演中天草光的演員。
三笠真綾（由良朱合飾）

備註：由良朱合亦為《SCHOOL IDOL MUSICAL》2025年公演中三笠真綾的演員。
椿圓香（主濱晴美飾）
椿琉璃香的母親，椿咲花女子高校的理事長。

### 瀧櫻女學院
瀧澤杏（富田菜菜風飾）

備註：富田菜菜風亦為《SCHOOL IDOL MUSICAL》2025年公演中瀧澤杏的演員。
若槻美鈴（安本彩花飾）

備註：安本彩花亦為《SCHOOL IDOL MUSICAL》2025年公演中若槻美鈴的演員。
來栖乙愛（仲村悠菜飾）

備註：仲村悠菜亦為《SCHOOL IDOL MUSICAL》2025年公演中來栖乙愛的演員。
鈴賀玲奈（里菜飾）

備註：里菜亦為《SCHOOL IDOL MUSICAL》2025年公演中鈴賀玲奈的演員。
晴風小夜香（山本愛梨飾）

備註：山本愛梨亦為《SCHOOL IDOL MUSICAL》2024 - 2025年公演中晴風小夜香的演員。
瀧澤京香（音月桂飾）
瀧澤杏的母親，瀧櫻女學院的理事長。

## 播放電視台&配信平台
| 播放電視台          | 播放時間            | 播放日期 | 備註 |
| ------------------- | ------------------- | -------- | ---- |
| 毎日放送（MBS）     | 星期四 深夜1:29 ～  | 11月21日 |      |
| 神奈川電視台（TVK） | 星期四 深夜1:00 ～  | 11月21日 |      |
| 埼玉電視台（TVS）   | 星期一 深夜0:00 ～  | 11月25日 |      |
| 群馬電視台（GTV）   | 星期二 深夜0:30 ～  | 11月26日 |      |
| 栃木電視台（GYT）   | 星期三 深夜1:00 ～  | 11月27日 |      |
| 千葉電視台（CTC）   | 星期四 晚上11:00 ～ | 11月28日 |      |

| 配信平台 | 播放時間           | 播放日期 | 備註                           |
| -------- | ------------------ | -------- | ------------------------------ |
| Animeism | 星期四 深夜1:29 ～ | 11月21日 | MBS播完後一週之間 免費限時配信 |
| TVer     | 星期四 深夜1:29 ～ | 11月21日 | MBS播完後一週之間 免費限時配信 |
| FOD      | 星期五 深夜1:59 ～ | 11月22日 | 無限制觀賞獨占配信             |

## 製作人員
- 原作 - 矢立肇
- 原案 - 公野櫻子
- 企劃、製作 - 若林悠紀
- 導演 - 椿本慶次郎、戶塚寬人
- 劇本 - 岸本功喜
- 制作 - SOCKET
- 製作 - 「SCHOOL IDOL MUSICAL the DRAMA」製作委員會

## 播放列表
| 話數 | 首播日期        |
| ---- | --------------- |
| 1    | 2024年 11月21日 |
| 2    | 11月28日        |
| 3    | 12月5日         |
| 4    | 12月12日        |
| 5    | 12月19日        |
| 6    | 12月26日        |

## 樂曲
- 片頭曲


- 片尾曲

